# 17435 di Giovanni
17435 di Giovanni este un asteroid care intersectează orbita planetei Marte.

## Descriere
17435 di Giovanni este un asteroid care intersectează orbita planetei Marte. Asteroidul prezintă o orbită caracterizată de o semiaxă mare de 2,37 ua, o excentricitate de 0,32 și o înclinație de 22,1° în raport cu ecliptica.